# Point Roberts, Washington
Point Roberts là một lãnh thổ tách rời một phần (pene-exclave) của Hoa Kỳ ở cực nam của bán đảo Tsawwassen, phía nam Vancouver, British Columbia, Canada. Khu vực có dân số 1.314 người vào thời điểm điều tra dân số năm 2010, có thể tới được bằng đường bộ bằng cách đi du lịch 25 mi (40 km) qua lãnh thổ Canada. Nó là một địa điểm được chỉ định điều tra dân số ở Quận Whatcom, Washington với một bưu điện và mã ZIP là 98281. Các kết nối đường biển và đường hàng không trực tiếp với Hoa Kỳ cũng được thiết lập băng qua Vịnh Ranh giới (Boundary Bay).
Point Roberts được tạo nên khi Vương quốc Anh và Hoa Kỳ giải quyết tranh chấp biên giới khu vực Tây Bắc Thái Bình Dương giữa Mỹ và Canada vào giữa thế kỷ 19 bằng Hiệp ước Oregon. Cả hai bên đồng ý vĩ tuyến 49 sẽ phân định lãnh thổ của cả hai nước, nhưng họ bỏ qua khu vực nhỏ bao gồm Point Roberts (phía nam vĩ tuyến 49). Các câu hỏi về việc sang nhượng lãnh thổ cho Vương quốc Anh và sau đó cho Canada đã được đặt ra kể từ khi thành lập nhưng tình trạng của nó vẫn không thay đổi.

## Lịch sử

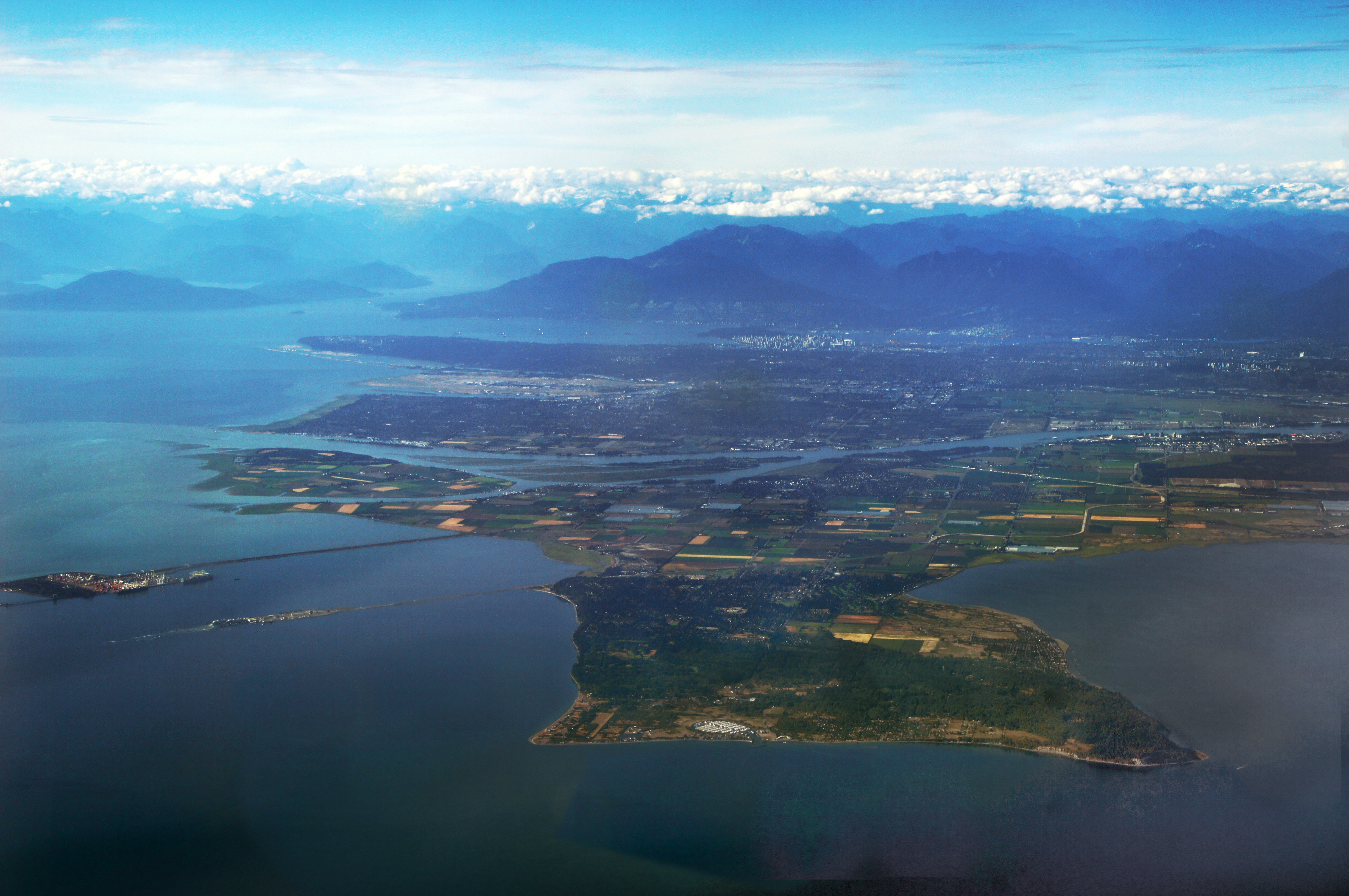
Point Roberts chụp từ phía Nam, nhìn về phía Bắc về phía Vancouver

Khu vực xung quanh bán đảo Tsawwassen phía nam là điểm đánh cá ưa thích của một số nhóm người Salish ở Bờ biển, những người đặt tên cho bán đảo là "q̓ʷulƛ̕əl̕". Những người châu Âu đầu tiên nhìn thấy Point Roberts là thành viên của chuyến thám hiểm năm 1791 của Francisco de Eliza. Các bản đồ được tạo ra từ các cuộc thám hiểm của Eliza mô tả Point Roberts là "Isla de Cepeda" hoặc "Isla de Zepeda." Năm 1792, đoàn thám hiểm người Anh của George Vancouver và đoàn thám hiểm người Tây Ban Nha của Dionisio Alcalá Galiano chạm trán nhau gần Point Roberts. Vào sáng ngày 13 tháng 6 năm 1792, hai con tàu dưới quyền của Galiano đi vào Vịnh Ranh giới và xác minh Point Roberts không phải là một hòn đảo, do đó nó được đổi tên thành Punta Cepeda. Sau đó, họ đi vòng quanh Point Roberts và ngay lập tức chạm trán với HMS Chatham, con tàu thứ hai trong chuyến thám hiểm Vancouver. Hai bên đã liên hệ, đồng ý chia sẻ thông tin và cùng nhau lập bản đồ Eo biển Georgia.
Point Roberts lấy tên hiện tại của nó từ Vancouver, người đặt tên nó theo tên bạn của mình là Henry Roberts, người ban đầu được giao quyền chỉ huy chuyến thám hiểm. Point Roberts đảm nhận vị thế chính trị hiện tại vào năm 1846, khi Hiệp ước Oregon mở rộng vĩ tuyến 49 làm ranh giới giữa lãnh thổ Hoa Kỳ và Anh từ Dãy núi Rocky đến Eo biển Georgia.

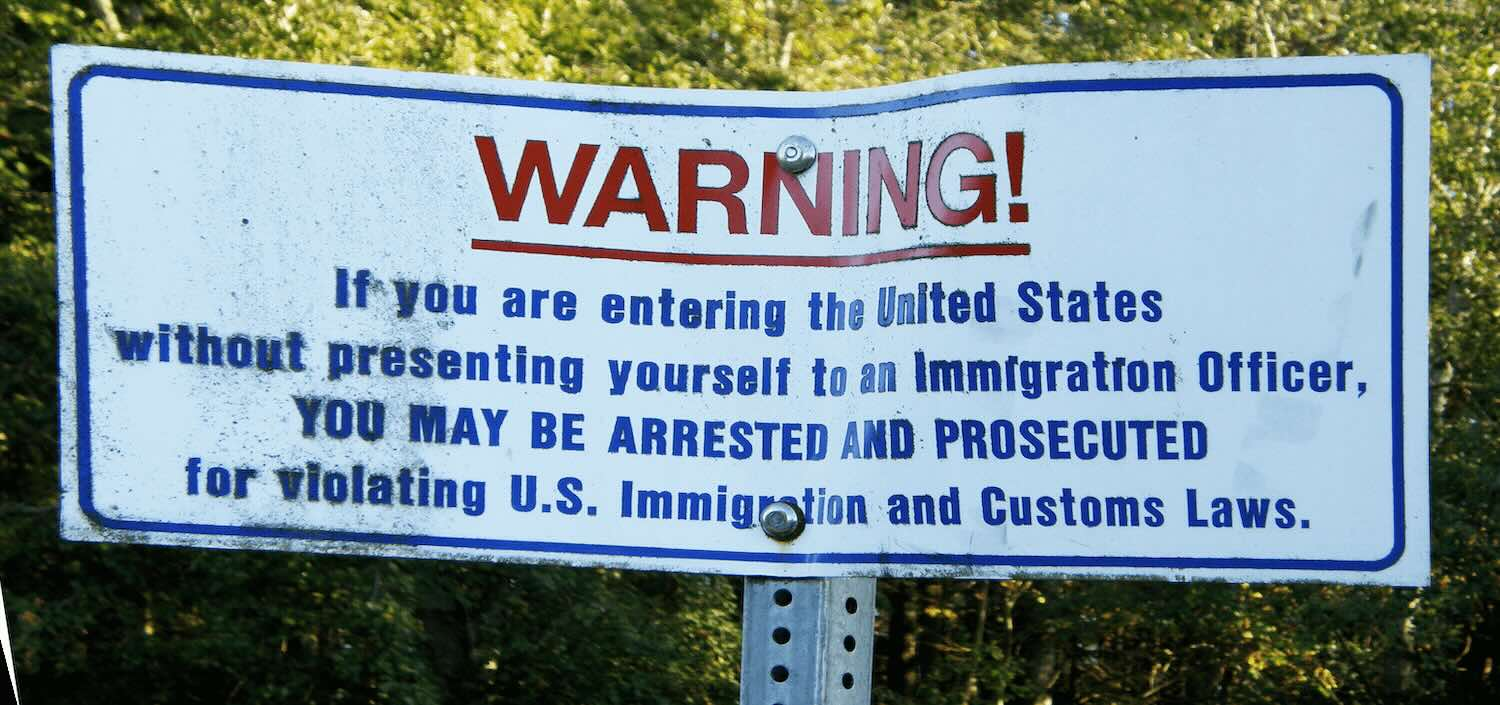
Bảng chú ý tại ranh giới quốc tế giữa Canada và Hoa Kỳ ở Point Roberts

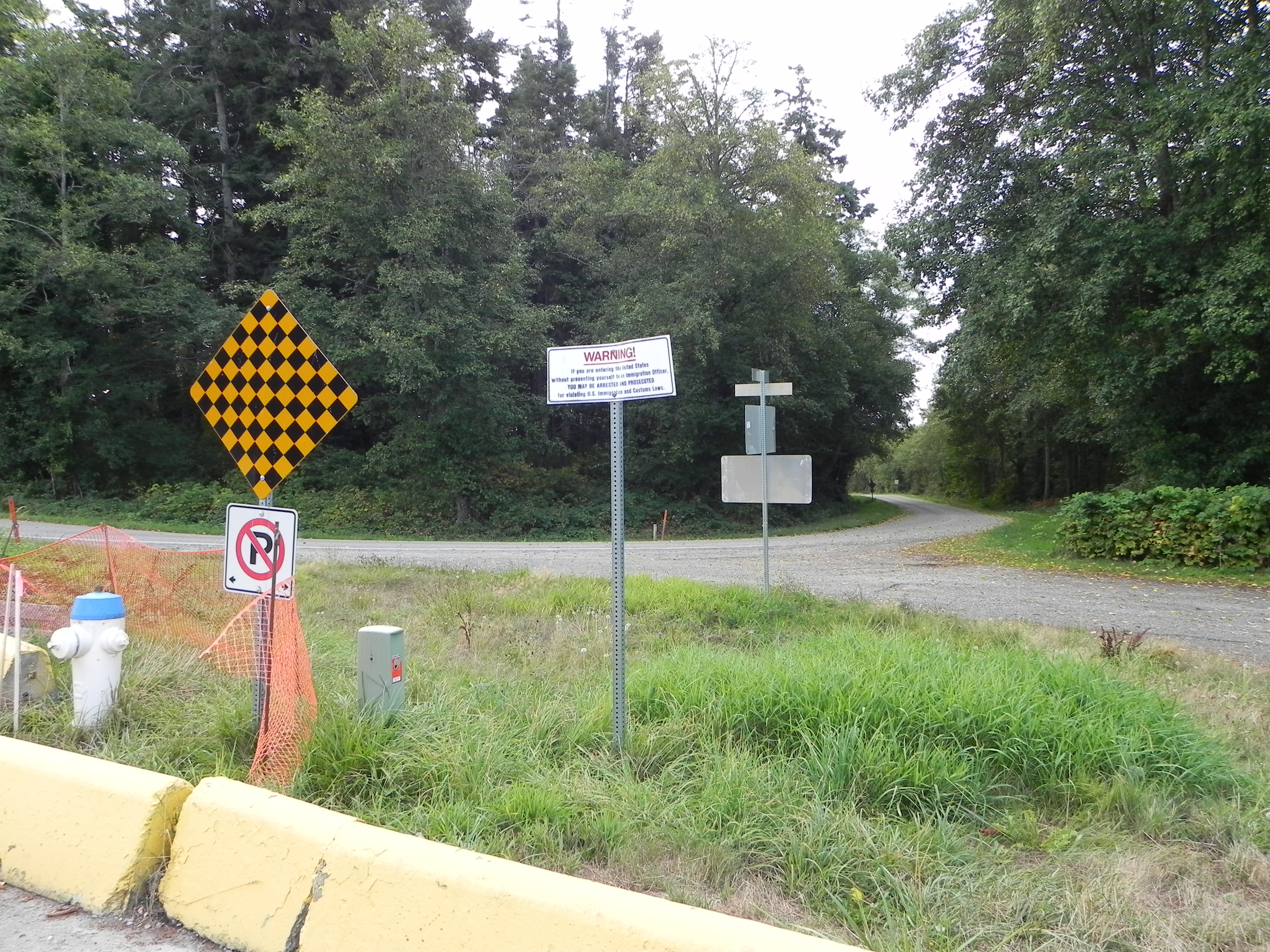
Biên giới ở Point Roberts, Washington ở ranh giới giữa Hoa Kỳ và Canada; ảnh chụp tại English Bluff Road, Delta đối diện với Marine Drive, Point Roberts

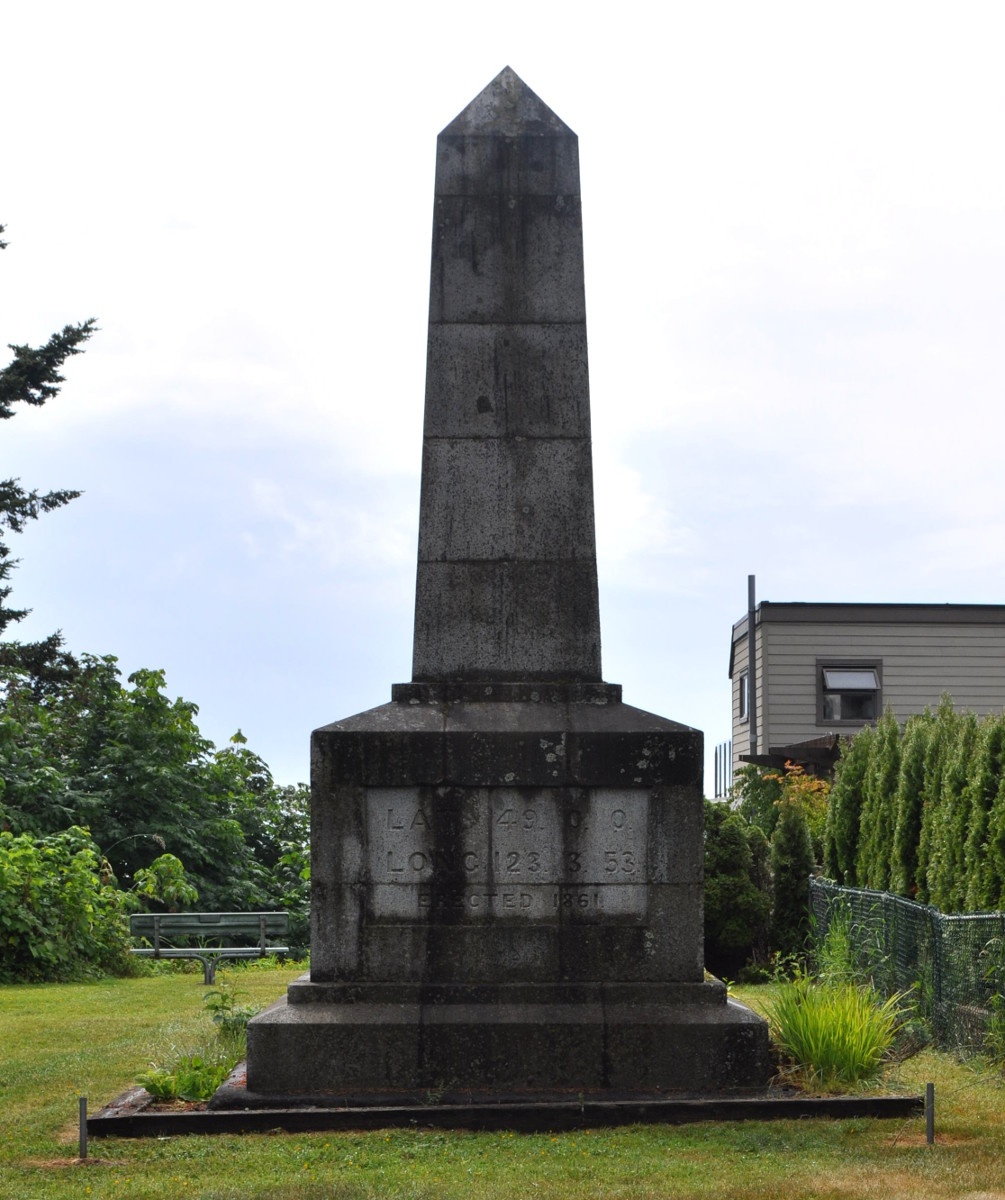
Điểm đánh dấu ranh giới số 1 trên vĩ tuyến 49 Bắc trên bờ phía tây của Point Roberts, được xây dựng vào năm 1861

### Lịch sử hiệp ước dành riêng cho Point Roberts
Sau nhiều năm cùng chiếm đóng khu vực tranh chấp giữa California thuộc Mexico và Lãnh thổ châu Mỹ thuộc Nga được gọi là Xứ Oregon với người Mỹ, và đặc khu Columbia cho người Anh, những chính trị gia Hoa Kỳ theo chủ nghĩa bành trướng như Thượng nghị sĩ Hoa Kỳ Edward A. Hannegan của Indiana đã thúc giục Tổng thống Hoa Kỳ James K. Polk để sát nhập toàn bộ Xứ Oregon lên đến vĩ độ 54°40′N, bởi những ứng viên Đảng Dân chủ đã được bầu với khẩu hiệu "Năm mươi bốn - Bốn mươi hoặc Chiến đấu" ("Fifty-Four Forty or Fight").
Trong khi chính phủ của ông khẳng định danh hiệu Hợp chủng quốc Hoa Kỳ đối với toàn bộ lãnh thổ là không thể nghi ngờ mặc dù chỉ có một cư dân Hoa Kỳ (người Anh trước đây) ở phía bắc lưu vực Columbia, Polk, và Ngoại trưởng James Buchanan đã đưa ra lời đề nghị ranh giới ở 49 độ với đường thẳng băng qua Đảo Vancouver, không có đặc quyền thương mại nào được cấp cho người Anh ở phía nam đường này, ngoại trừ các cảng tự do trên Đảo Vancouver. Người Anh từ chối lời đề nghị và Mỹ sớm rút lại.
Ngày 18 tháng 4 năm 1846, một thông báo được chuyển đến London rằng Quốc hội Hoa Kỳ đã thông qua một nghị quyết chung bãi bỏ Hiệp ước năm 1818 quy định về việc chiếm đóng chung.
Đặc phái viên của Anh, Richard Pakenham, đã được tham vấn rằng sự nhượng bộ cuối cùng mà ông có thể mong đợi đối với Hoa Kỳ là "uốn cong" ranh giới tại vĩ tuyến 49 quanh cực nam của Đảo Vancouver. Fort Victoria được xem là trung tâm tương lai cho các khu định cư trên đảo. Vào thời điểm này, việc từ bỏ lãnh thổ trên Hạ Đại lục (Lower Mainland) được cho là cần thiết để giữ cho Đảo Vancouver là một phần của Bắc Mỹ thuộc Anh.
Huân tước Aberdeen, Ngoại trưởng Anh, đã đề xuất một hiệp ước biến vĩ tuyến 49 trở thành ranh giới trên biển, trao cho Vương quốc Anh toàn bộ đảo Vancouver. Hiệp ước Oregon được ký kết vào ngày 15 tháng 6 năm 1846.
Việc chấp nhận vĩ tuyến 49 làm ranh giới quốc tế đã được kết thúc mà không có nhận thức chính xác về ảnh hưởng của nó. Sau đó, khi Ủy ban Ranh giới khảo sát vĩ tuyến này, chính phủ Anh nhận thấy bán đảo Point Roberts sẽ là một phần biệt lập của Hoa Kỳ. Văn phòng Ngoại giao Anh đã chỉ thị cho Đại úy James Prevost, Ủy viên Biên giới Anh, thông báo cho người đồng cấp Hoa Kỳ về tình hình và yêu cầu Point Roberts được nhượng lại cho Anh vì điều này sẽ gây bất tiện lớn cho Hoa Kỳ. Nếu Ủy ban Ranh giới Hoa Kỳ không tự nguyện, Prevost được chỉ thị đề nghị "một số khoản bồi thường tương đương bằng cách thay đổi một chút Đường ranh giới trên Đại lục". Không rõ ủy viên Hoa Kỳ trả lời như thế nào, nhưng Point Roberts đã trở thành một phần của Hoa Kỳ.

### Mối quan hệ với Canada
Trong cơn sốt vàng Fraser năm 1858, các nhà thăm dò từ Victoria, BC đang cố gắng tránh thu thuế đã định cư tại Point Roberts trong một thời gian ngắn. Khu định cư của họ được gọi là Robert's Town và bao gồm sáu tòa nhà bằng gỗ, bao gồm một cửa hàng và quán rượu, nhưng chỉ được duy trì trong chưa đầy một năm.
Năm 1949, có tin đồn về việc Point Roberts ly khai khỏi Mỹ và gia nhập Canada. Một kế hoạch phát triển khu vực cho vùng Lower Mainland được trình bày vào năm 1952 đề xuất biến Point Roberts thành một công viên quốc tế hoặc cho thuê nó trong 99 hoặc 999 năm. Năm 1973, một trận hạn hán khiến các giếng cạn kiệt đã tạo ra căng thẳng giữa cư dân Mỹ và Canada ở vùng Point Roberts. Người Mỹ đe dọa cắt nguồn cung cấp nước của cư dân Canada - và treo biển báo "Người dân Canada hãy về nhà" — trừ khi chính quyền đô thị Delta của Canada đồng ý cung cấp nước. Một thỏa thuận được ký vào ngày 28 tháng 8 năm 1987, yêu cầu Khu vực cấp nước Point Roberts phải mua nước ngọt thô hàng năm từ Khu vực cấp nước Đại Vancouver. Sở Cứu hỏa Delta cũng cung cấp hỗ trợ cho sở cứu hỏa tình nguyện Point Roberts khi được yêu cầu. Cho đến năm 1988, BC Tel (nay là Telus) cung cấp dịch vụ điện thoại ở đây; đầu số trao đổi duy nhất là 945, một phần chính thức của mã vùng 206, cũng có thể được quay số thông qua mã vùng 604 trong thời kỳ sở hữu BC Tel.
Sau vụ tấn công ngày 11 tháng 9 năm 2001, an ninh tại các cửa khẩu biên giới—bao gồm cả Point Roberts - được tăng cường, dẫn đến sự chậm trễ kéo dài cho người dân. Biên giới Canada đã bị đóng cửa đối với các chuyến du lịch không thiết yếu vào tháng 3 năm 2020 do đại dịch COVID-19 ngày càng tồi tệ ở cả hai quốc gia, đặc biệt là ở Hoa Kỳ. Một nghiên cứu cho thấy Point Roberts đã mất 80% công việc kinh doanh và hàng trăm cư dân tạm trú theo mùa do đại dịch và biên giới đóng cửa. Khu vực này được giám đốc phòng thương mại địa phương mô tả là "thị trấn ma", không có trường hợp COVID-19 nào được xác nhận tính đến tháng 9 năm 2020. Một chiếc phà tạm thời đã được thiết lập vào tháng 8 năm 2020 để kết nối Point Roberts với đất liền, ban đầu đến Blaine và sau đó đến Bellingham.

## Địa lý

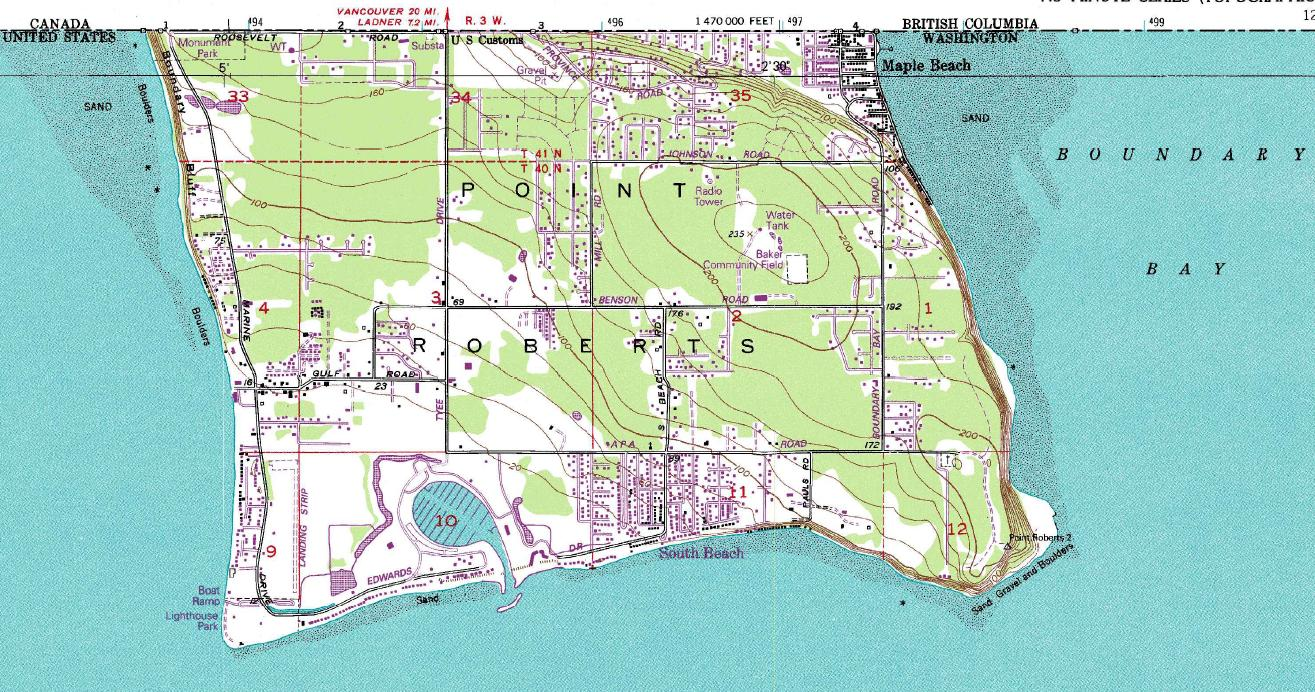
Bản đồ USGS hiển thị Point Roberts

Point Roberts là một lãnh thổ tách rời của Hoa Kỳ giáp với Canada và vùng biển của Vịnh Ranh giới. Nó cách 22 dặm (35 km) về phía nam của Downtown Vancouver, British Columbia. Point Roberts là một phần của Hoa Kỳ vì nó nằm ở phía nam vĩ tuyến 49, tạo thành biên giới Canada—Hoa Kỳ trong khu vực đó. Các lãnh thổ tách rời khác thuộc loại này bao gồm bang Alaska của Hoa Kỳ, các phần của Minnesota như Northwest Angle và Elm Point, Minnesota. Alburgh, Vermont và Province Point gần đó được ngăn cách với phần còn lại của Hoa Kỳ bởi Hồ Champlain, mặc dù có thể đến Alburgh bằng cầu đường cao tốc từ vùng "đất liền" Vermont.
Point Roberts giáp với đô thị Delta ở British Columbia. Vịnh Ranh giới nằm ở phía đông của Point Roberts và eo biển Georgia nằm ở phía nam và phía tây. Phần thuộc Mỹ của bán đảo là khoảng 2 dặm (3 km) từ bắc xuống nam và khoảng 3 dặm (5 km) từ đông sang tây. Nó có diện tích 4.884 dặm vuông Anh (12.650 km2).

### Địa chất học

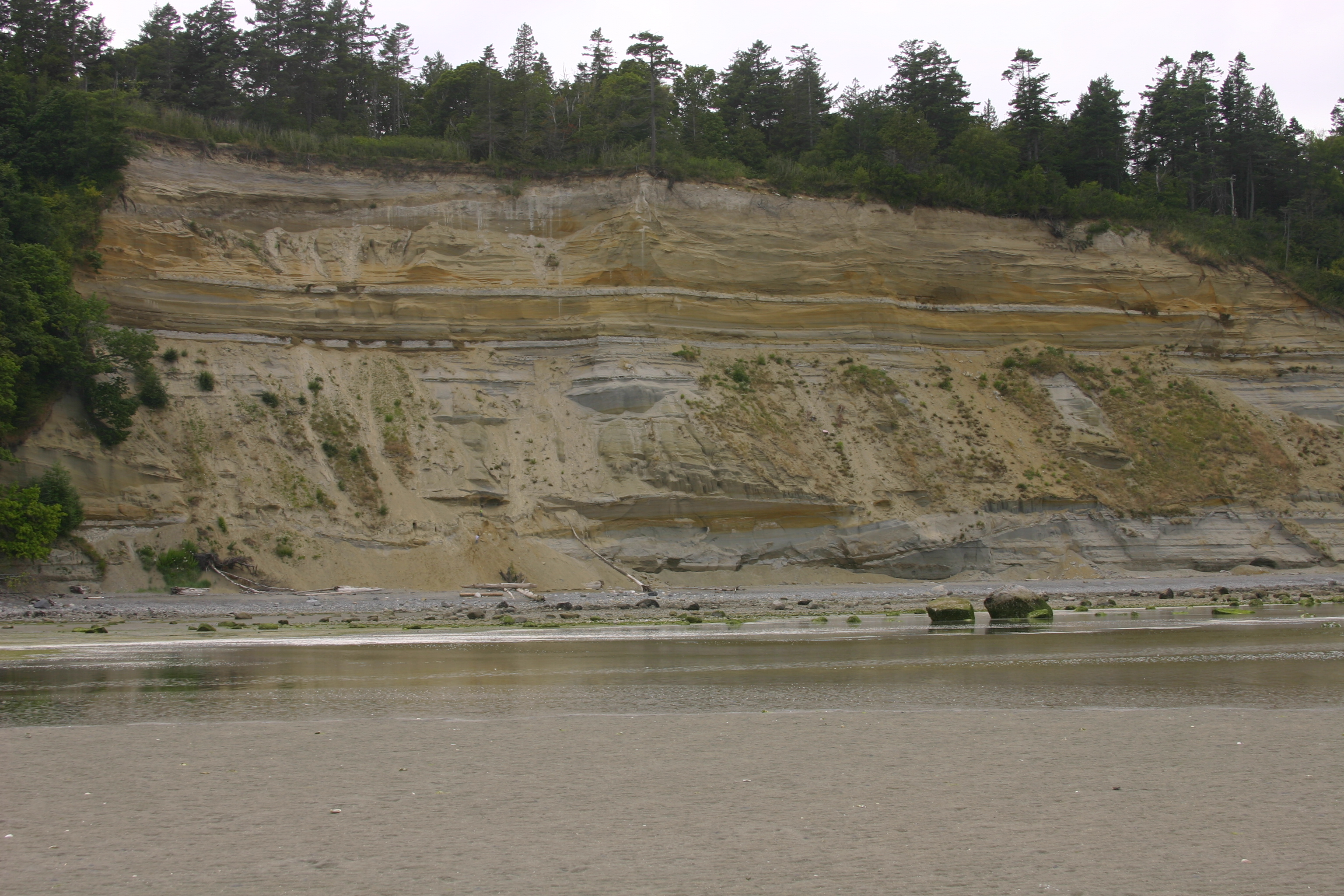
Mặt vách đá phía đông tại Lily Point

Bên dưới Point Roberts, nền móng của Hệ tầng Chuckanut được bồi tụ như một đồng bằng phù sa chứa các lớp trầm tích bao gồm phù sa, cát, cát và sỏi và than bùn. Trong suốt 60 triệu năm qua, các trầm tích đã bị nén chặt và uốn nếp bởi các tác động kiến tạo núi từ sự trôi dạt lục địa để tạo thành các tầng bột kết, cát kết, cuội kết và than đá. Trong lịch sử địa chất gần đây, hệ tầng Chuckanut đã bị đè bởi bốn hoặc nhiều băng hà.